# Eisenbahnfreunde Wetterau

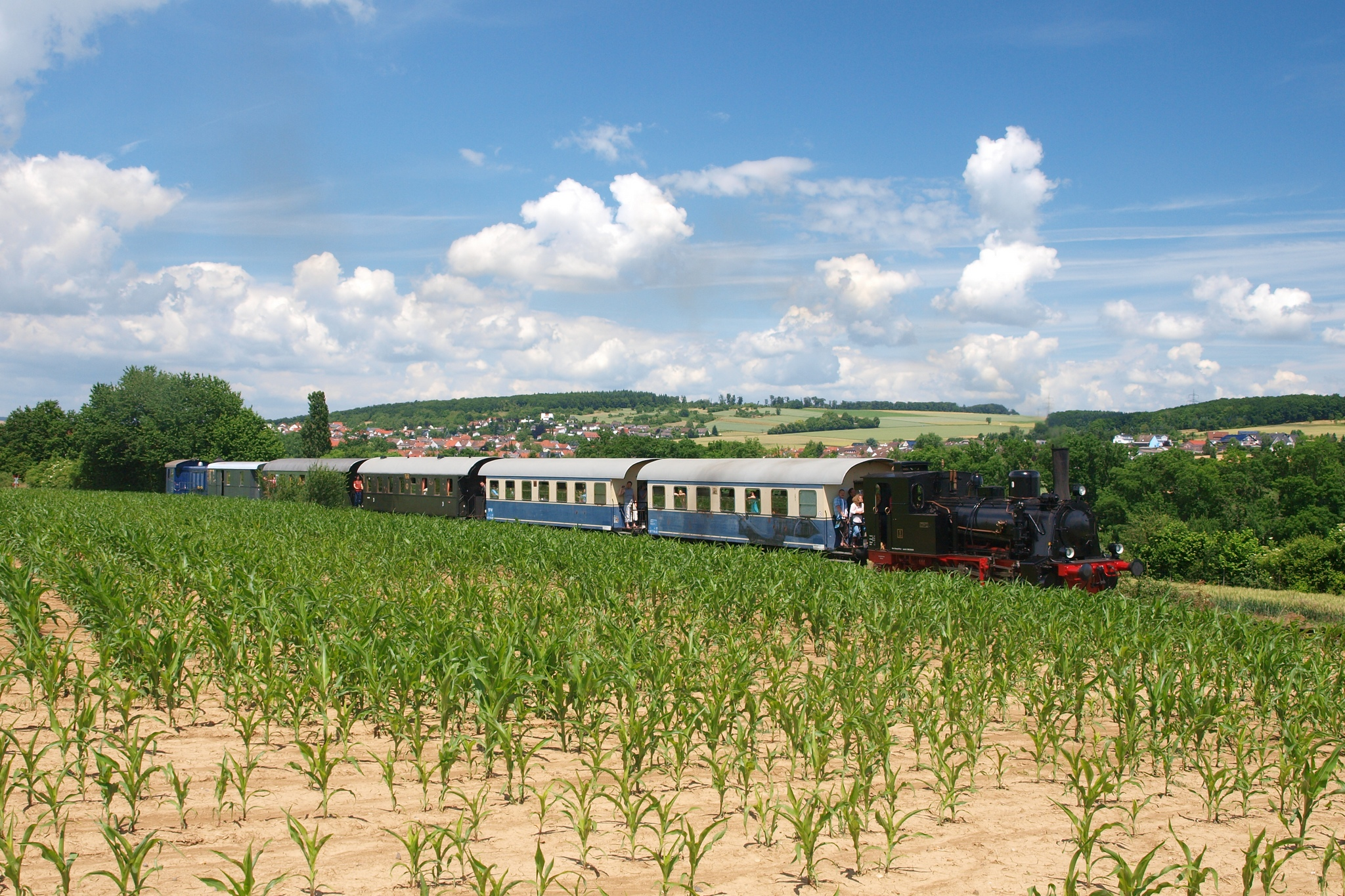
Loks 1 und 2 mit Museumszug bei Steinfurth

Die Eisenbahnfreunde Wetterau e. V. (EFW) sind ein gemeinnütziger eingetragener Verein in Bad Nauheim, der in der Wetterau auf der Strecke der Butzbach-Licher Eisenbahn (BLE) seit 1980 eine Museumsbahn und seit 2004 auch Güterverkehr betreibt. Die Eisenbahnfreunde sind sowohl ein Eisenbahninfrastrukturunternehmen als auch ein Eisenbahnverkehrsunternehmen.

## Geschichte
Der Verein wurde 1974 zunächst als Modellbahnclub gegründet. In der ehemaligen Rottenunterkunft des südöstlich gelegenen Güterbereichs im Bahnhof Bad Nauheim konnten Räume angemietet werden, um eine Modellbahnanlage aufzubauen. Diese Anlage wurde jedoch zweimal bei Einbrüchen verwüstet. Um einen Wiederaufbau zu finanzieren, wurden Sonderfahrten mit der Dampflokomotive 98 727 (Zucker-Susi) des Eisenbahnmuseums Darmstadt-Kranichstein erfolgreich organisiert. Daraufhin entschlossen sich einige Mitglieder, sich auf den Museumsbahnbereich zu konzentrieren, und eigene Personenwagen wurden angeschafft.
1980 konnten erstmals zum Rosenfest in Steinfurth Sonderfahrten angeboten werden, es folgte eine Sonderfahrt mit der Dampflokomotive 24 009. 1983 wurde die V 36 der Zuckerfabrik Friedberg übernommen, sodass erstmals eine eigene Lok zur Verfügung stand. 1987 sollte die Lok 1 der Marburger Kreisbahn, eine Henschel Typ Bismarck, den Eisenbahnfreunden Wetterau als Leihgabe zur Verfügung gestellt werden; sie kam jedoch nach einer längeren Aufarbeitung erst 1990 nach Bad Nauheim. Zur gleichen Zeit wurde mit finanzieller Unterstützung der Stadt Bad Nauheim die Rottenunterkunft als Clubhaus umgebaut. Beim Bau der neuen B 3 (Ortsumfahrung Bad Nauheim und Ober-Mörlen) wurde die nur noch im Museumsverkehr betriebene Strecke berücksichtigt und eine Brücke über die Straße gebaut. Um die Dampflok geschützt abzustellen, wurde in den Jahren 1992 bis 1993 auf dem Betriebsgelände der BLE in Bad Nauheim eine zweiständige Lokhalle errichtet (die Untersuchungsgrube folgte aus finanziellen Gründen erst im Jahr 2000). 1993 fuhr der Zug der Eisenbahnfreunde Wetterau zur Wiedereröffnung der modernisierten Bahnstrecke Friedrichsdorf–Albshausen erstmals abseits der Museumsstrecke. Die Dampflokomotive musste später wegen abgelaufener Fristen (Hauptuntersuchung, Kesseluntersuchung) und zunächst unsicherer Zukunft der Strecke abgestellt werden.

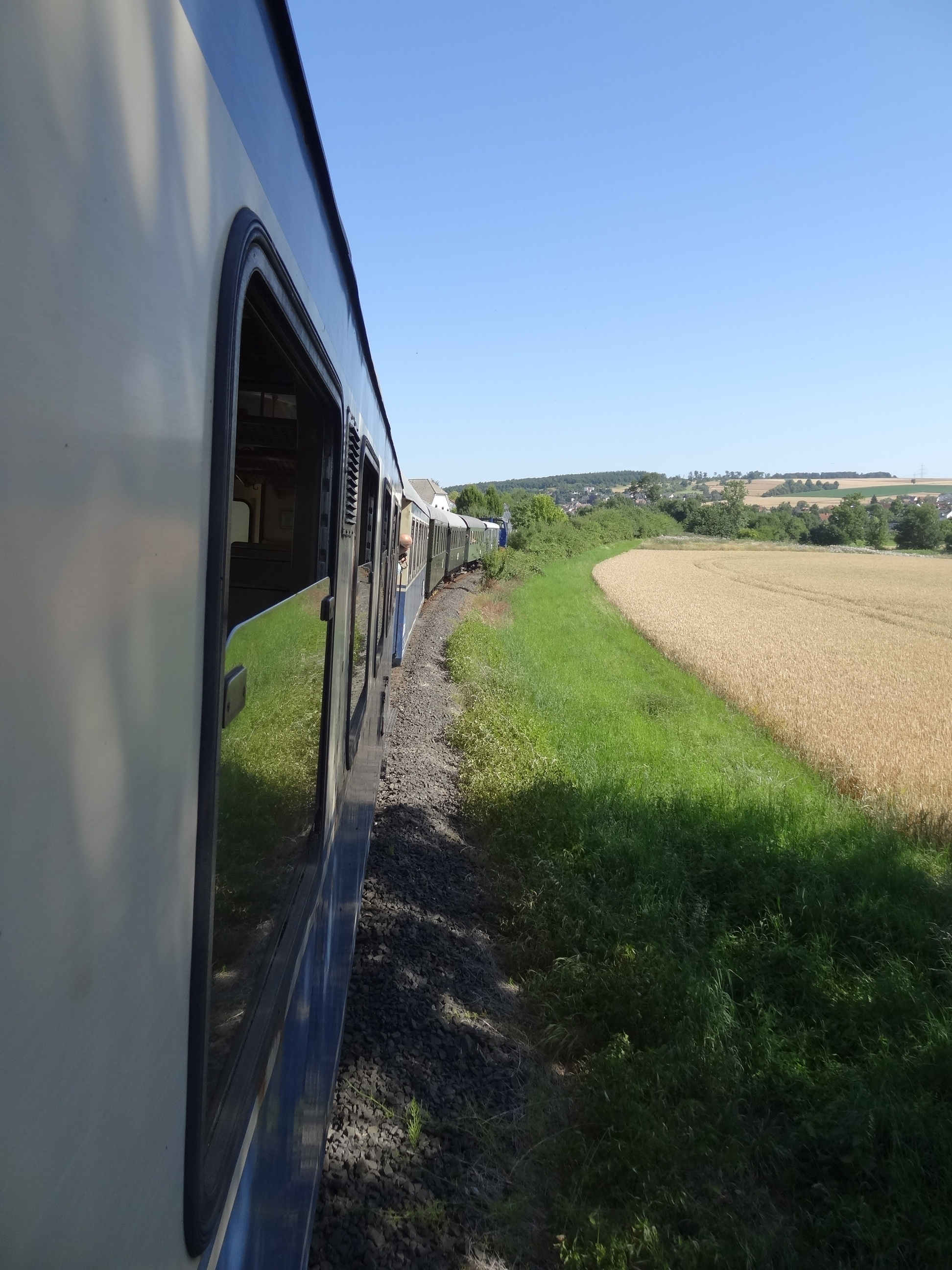
Blick aus dem Museumszug

Nachdem die Strecke durch die Hessische Landesbahn zur Übernahme ausgeschrieben wurde, stand auch eine Stilllegung zur Überlegung, was auch das Ende für den Museumsverkehr gewesen wäre. Zum 1. Januar 2004 übernahmen die Eisenbahnfreunde Wetterau als Pächter die Strecken Butzbach Betriebsgrenze–Münzenberg und Griedel–Bad Nauheim Nord. Erstmals fuhren die Eisenbahnfreunde Wetterau auch einen Holzzug. Der Umbau der Kreuzung der B 488 am südwestlichen Ortsausgang Butzbachs samt direkt folgendem Bahnübergang zu einem Kreisverkehr im Jahr 2005 anlässlich des Hessentags 2007 berücksichtigte ebenfalls die Bahnstrecke, die den Kreisverkehr durchquert und dabei die Mittelinsel tangiert.
In den Jahren ab 2007 wurden unter anderem für die Holzzüge weitere Lokomotiven erworben und wegen der zunehmenden Alterung des schon von der BLE nicht mehr gepflegten Oberbaus an der Strecke umfangreiche Instandhaltungsarbeiten durchgeführt. Zudem konnte die Dampflokomotive nach mehrjähriger Aufarbeitung 2009 wieder in Betrieb genommen werden, musste aber nach wenigen Fahrten wegen eines Schadens am Zylinder erneut bis 2013 außer Betrieb genommen werden.

## Strecke

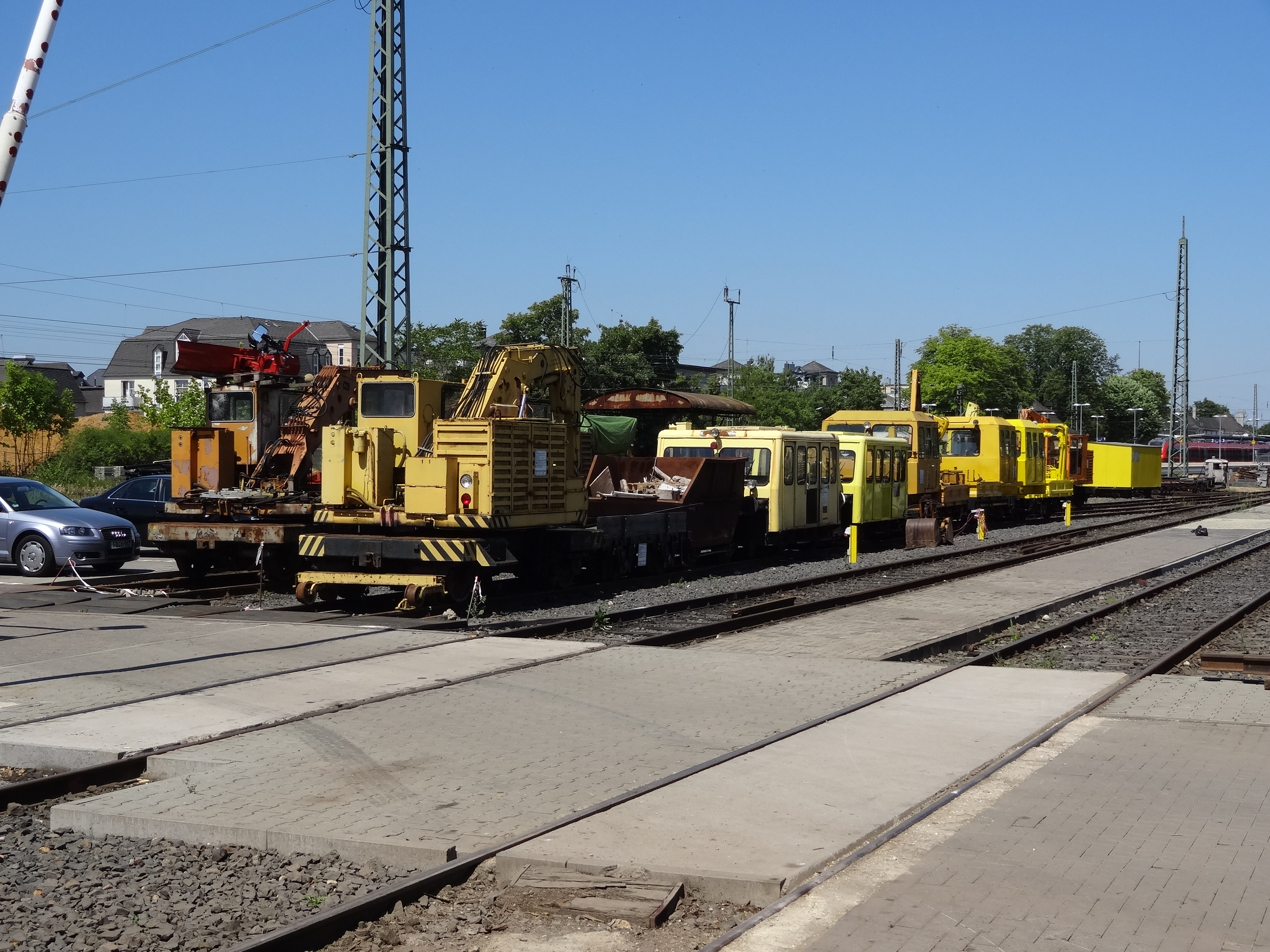
Gleisbaufahrzeuge in Bad Nauheim Nord

Die Eisenbahnfreunde Wetterau sind als Pächter und Betreiber der öffentlichen Eisenbahnstrecken 9371 (im Abschnitt Butzbach Betriebsgrenze–Münzenberg) sowie 9373 (Griedel–Bad Nauheim Nord) ein Eisenbahninfrastrukturunternehmen (EIU). Beide Strecken wurden ursprünglich von der Butzbach-Licher Eisenbahn erbaut, der Abschnitt Butzbach–Münzenberg ist dabei Rest der Stammstrecke nach Lich. Die Grenze zur Hessischen Landesbahn zwischen Butzbach Ost und Griedel liegt auf der freien Strecke am Bahnübergang der B 488. In Bad Nauheim Nord, wo sich das Betriebswerk mit Abstellgleisen für die Vereinsfahrzeuge sowie der Lokhalle mit Werkstatt und Grube befinden, besteht ein Anschluss zur Main-Weser-Bahn, der bei der Umstellung auf das EStw Friedberg einbezogen wurde und seit Anfang 2016 gemeinsam von beiden Seiten genutzt werden kann.
Die Strecke wird im vereinfachten Zugleitbetrieb betrieben, Zugmeldestelle ist Bad Nauheim Nord. Alle Unterwegsstationen (Steinfurth, Oppershofen, Rockenberg, Griedel, Gambach und Oberhörgern-Eberstadt) sind Kleinbahn-typisch als Bahnhöfe ausgebaut, die Empfangsgebäude standen überwiegend noch im Besitz der Hessischen Landesbahn und waren als Wohnraum an Privatpersonen vermietet, inzwischen wurde der Großteil verkauft. Die Bahnsteige sind, sofern vorhanden, überwiegend niedrig und mit wassergebundener Decke angelegt. Einzig Bad Nauheim Nord und Steinfurth Rosenbahnsteig besitzen eine hohe Bahnsteigkante; Steinfurth Bf, Rockenberg und Gambach jeweils einen niedrigen Bahnsteig und Münzenberg einen ebenerdigen, mit Verbundsteinen gepflasterten Bahnsteig.
Insgesamt gut 20 Gleiskilometer werden von den Eisenbahnfreunden Wetterau unterhalten, der Gleisbau erfolgt in Eigenregie mit vereinseigenen Fahrzeugen. So wurden bereits zwei längere Abschnitte komplett erneuert und in der Wintersaison 2013/2014 mehrere hundert Einzelschwellen sowie eine Weiche getauscht. In der Wintersaison 2014/2015 wurde die Verlängerung des Ausweichgleises in Griedel fortgesetzt.
Nach mehreren Anläufen kam es im Juli 2021 schließlich zum Kauf der Schieneninfrastruktur samt zugehöriger Grundstücke von der HLB Basis AG.

## Betrieb
Gemäß den geltenden Vorschriften sind die Eisenbahnfreunde Wetterau seit 2006 ein eigenes öffentliches Eisenbahnverkehrsunternehmen (EVU) mit dem Namen Eisenbahn der Eisenbahnfreunde Wetterau (EbEFW). Grund für den umständlichen Namen ist, dass die Abkürzung EfW bereits vergeben war.

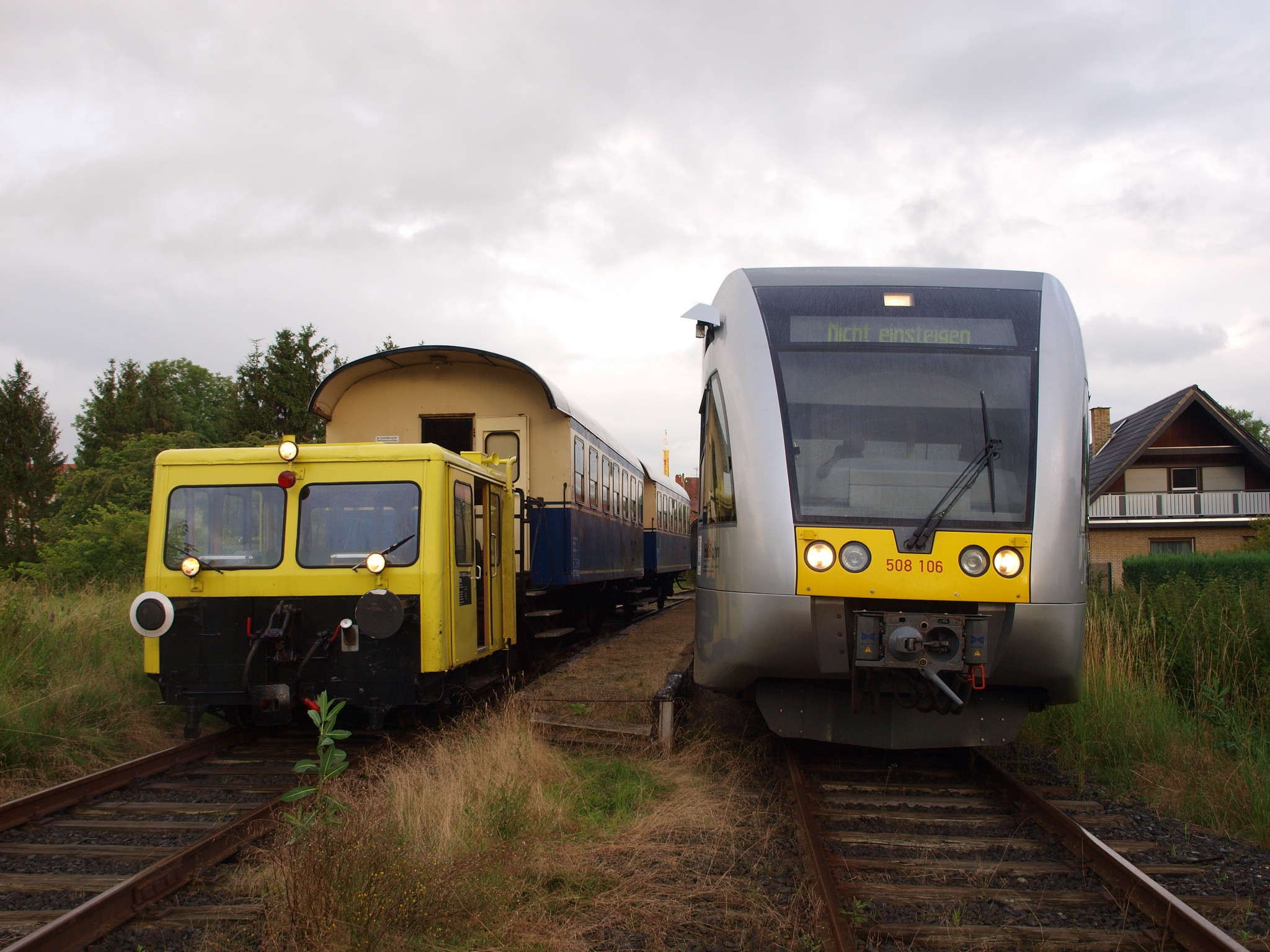
Sonderzüge zum Rosenfest (2012) mit vereinseigenem Material und GTW 2/6 der HLB

Ursprüngliches Standbein des Vereins sind die Museumszüge und Personensonderfahrten. Im Sommer fahren auf der Relation Bad Nauheim Nord–Griedel (mit Rückwärtsfahrt in den Bahnhof)–Münzenberg an zwei Sonntagen im Monat Personenpendelzüge, dazu kommen mehrere Sonderzüge an Festtagen wie Nikolaus oder Neujahr. Traditionell gibt es weiterhin Sonderverkehr zum zweijährlichen Rosenfest in Steinfurth, der auch eine der ersten Vereinsaktivitäten im Museumsbahnbereich war. Zur Landesgartenschau Bad Nauheim 2010 (LGS) wurde an allen Wochenenden in Eigenregie ein halbstündlicher Pendelverkehr zum nicht zur LGS gehörigen, aber gut besuchten Rosendorf Steinfurth angeboten.
Zusätzlich bieten die Eisenbahnfreunde Wetterau im Projekt Zugluft regelmäßig und Kleinkunstvorstellungen verschiedener Künstler in einem eigens hergerichteten Theaterwagen an. Das Angebot Vogelzug (in Anlehnung an das gleichnamige Naturphänomen des Vogelzugs) richtet sich an naturinteressierte Personen. Dabei werden unter vogelkundlicher Anleitung die zahlreichen Naturschutzgebiete entlang der Strecke im Zug bereist, was wegen naturschutzrechtlicher Bestimmungen auf anderem Wege größtenteils nicht möglich ist.
Auf dem Abschnitt Butzbach–Münzenberg findet seit 2004 teilweise mehrmals im Monat Güterverkehr statt. In Münzenberg werden im Auftrag der Salzburger Eisenbahn Transportlogistik (SETG) Rundholzstämme auf Rungenwagen verladen und von den Eisenbahnfreunden Wetterau nach Griedel transportiert, wo sie von der Hessischen Landesbahn übernommen und nach Butzbach verbracht werden. Ziel der Fracht ist meistens Zellstoff Stendal. Die Züge fahren auf Anforderung bei Bedarf je an zwei aufeinanderfolgenden Werktagen. 2016 wurde ein Holzzug erstmals mit der Dampflok gefahren.
Eine weitere Verladestelle befindet sich im Quarzsandwerk Gambach. Nachdem die Quarzwerke-Gruppe im Jahr 2014 plante, ein neu übernommenes Werk per Schiene zu beliefern, schlossen die Eisenbahnfreunde Wetterau im Juni 2014 einen Pachtvertrag für den Gleisanschluss ab, um ihn mittelfristig wieder in Betrieb zu nehmen.
Zu Streckenbauarbeiten im Bereich Friedberg wurde die Lok 2 im Jahr 2016 zweimal mitsamt Vereinspersonal an eine Baufirma verliehen, dabei im Sommer mehrere Wochen am Stück. Der Lok oblag die Aufgabe, nachts während der Betriebsruhe Flachwagen hauptsächlich mit Drainagekies von den Verladegleisen in Friedberg (Hessen) Gbf zur Baustelle nahe der Abzweigstelle Görbelheim zu bringen und sie dort zu rangieren. Die Lok absolvierte den Einsatz ohne Ausfälle.
Seit Juli 2022 wurden wegen Wartungsarbeiten an der Strecke und den Loks keine Fahrten durchgeführt. Eine Wiederaufnahme des Fahrbetriebs ist für 2024 geplant.

## Fahrzeuge

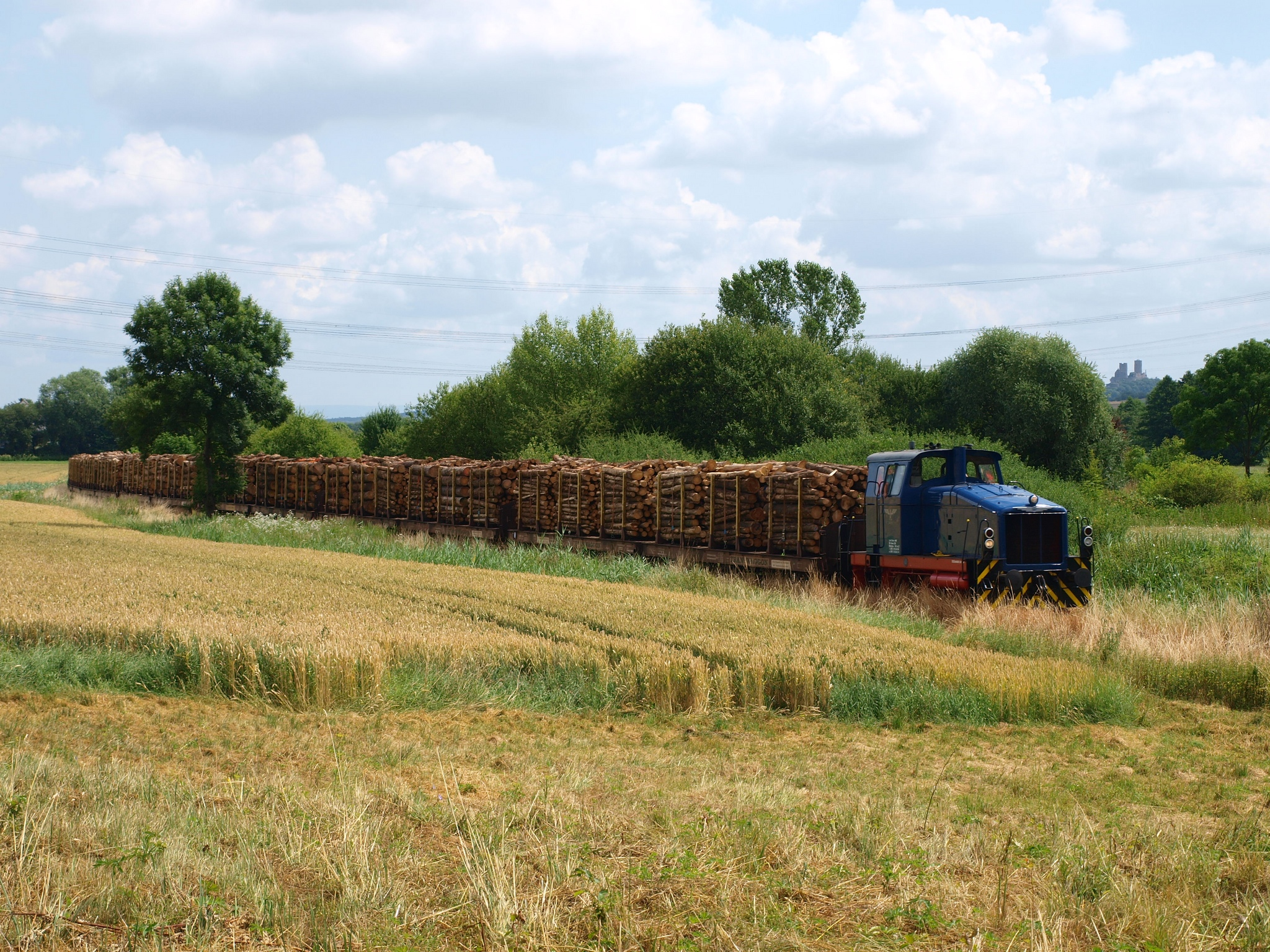
Lok 4 mit Holzzug bei Gambach

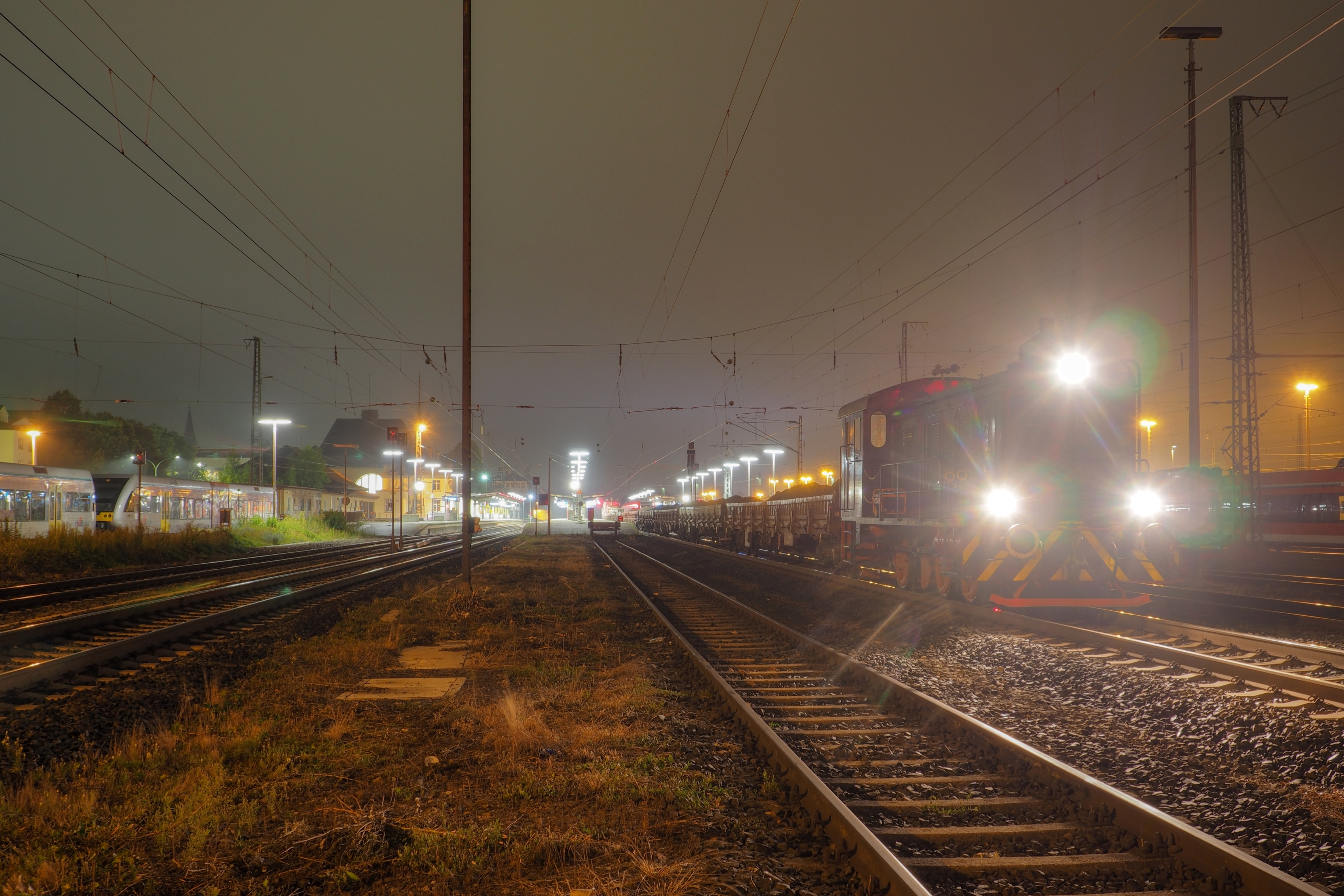
Lok 2 im Bauzugdienst in Friedberg (Hess)

Der Verein unterhält mehrere Lokomotiven, Personenwagen und Bahndienstfahrzeuge. Kooperiert wird mit der Deutschen Draisinen Sammlung (DDS), von der einige Kleinfahrzeuge im Leiheinsatz stehen. Hervorzuheben ist hierbei, dass sich die Sammlung an Museumsfahrzeugen in erster Linie auf Fahrzeuge beschränkt, welche auf Neben- und Kleinbahnstrecken im Einsatz standen und nie oder nur für kürzere Zeit im Einsatz bei den Staatsbahnen waren. Die Eisenbahnfreunde Wetterau stellen daher mit ihren Fahrzeugen einen typischen Kleinbahnverkehr dar, wie er Anfang der 1950er-Jahre auf Privatbahnen wie der BLE zu sehen war.

### Lokomotiven
Lok Nr. 1 ist eine Henschel Typ Bismarck, die 1904 unter der Werksnummer 6676 für die Marburger Kreisbahn gebaut wurde. Der Inhaber der an der Strecke ansässigen Basaltwerke, Friedrich Karl Nickel, ließ die Lok nach der Stilllegung der Strecke als Denkmal auf einen Sockel stellen, um sie zu erhalten. Von dort konnten sie die Eisenbahnfreunde Wetterau 1987 als Dauerleihgabe erhalten, was jedoch nach langer Aufarbeitungszeit erst 1990 gelang. Nach abgelaufenen Fristen wurde die Lok einige Jahre später abgestellt, um zwischen 2007 und 2009 in Krefeld wieder aufgearbeitet zu werden. Nach drei Fahrten wurde der rechte Zylinder beschädigt, was auf den witterungsbedingten Rost aus der Zeit als Denkmal zurückzuführen ist. Nach einer erneuten Aufarbeitung stand sie seit Ende 2013 bis zu ihrer Hauptuntersuchung 2020 wieder in Betrieb.
Lok Nr. 2 ist eine WR 360 C 14, die 1942 von BMAG mit der Werksnummer 11458 gebaut und als Wifo 31 eingereiht wurde. Sie kam über die Britische Rheinarmee 1969 zur Aktien-Zuckerfabrik Wetterau als Lok 1 und 1983 als Lok 2 zu den Eisenbahnfreunde Wetterau. Sie hat wegen ihres ersten Einsatzortes einen Explosionsschutz und ist, da sie nie bei der Deutschen Bundesbahn eingereiht war, sowohl bautechnisch als auch in der Bezeichnung keine V 36.
Lok Nr. 4 ist eine Krauss-Maffei ML 440 C (Fabriknummer 18352) und wurde 2007 von K+S aus Heringen (Werra) übernommen.
| Nr. | UIC-Nummer               | Typ         | Achsfolge | Baujahr | Hersteller      | Leistung (PS) | Zugang | Name           | Einsatz                     | Steckbrief | Bild |
| --- | ------------------------ | ----------- | --------- | ------- | --------------- | ------------- | ------ | -------------- | --------------------------- | ---------- | ---- |
| 1   | 90 80 0089 977-7 D-EBEFW | Bismarck    | Cn2t      | 1904    | Henschel & Sohn | 400           | 1987   | Friedrich Karl | Personenzüge, Sonderfahrten | -          |      |
| 2   | 98 80 0236 299-0 D-EBEFW | WR 360 C 14 | C-dh      | 1942    | BMAG            | 360           | 1983   | Lotte          | Personenzüge, Sonderfahrten |            |      |
| 4   | 98 80 3504 121-5 D-EBEFW | ML 440 C    | C-dh      | 1957    | Krauss-Maffei   | 440           | 2007   | Bertha         | in Aufarbeitung (Güterzüge) |            |      |

### Personenwagen
Für den Personenverkehr stehen den EFW mehrere Donnerbüchsen und Spantenwagen zur Verfügung. Ein Teil der Wagen wurde von den EFW in Eigenleistung innen für besondere Einsatzzwecke ausgebaut.
| Bezeichnung     | UIC-Nummer               | Typ                    | Bemerkung                                                     | Baujahr           | Hersteller                                                                              | Bild |
| --------------- | ------------------------ | ---------------------- | ------------------------------------------------------------- | ----------------- | --------------------------------------------------------------------------------------- | ---- |
| Bi 27 342 Halle | 75 80 2429 063-0 D-EBEFW | Bi 29                  | als Buffetwagen ausgebaut                                     | 1929              | Westwaggon                                                                              |      |
| Bi 35 406       | 75 80 2329 400-5 D-EBEFW | Spantenwagen Typ T 214 |                                                               | 1909 (Umbau 1957) | Grazer Wagen- und Waggonfabriks AG, Umbau: ÖBB Hauptwerkstätte St. Pölten (AT)          |      |
| Pwgs 65 330 Ffm | 75 80 9229 070-2 D-EBEFW | Pwg 41                 | Zugang nach Auflösung VEHE-Fahrzeugpark 1993                  | 1942              | Westwaggon                                                                              |      |
| BT 7139.29      | 75 80 2329 403-9 D-EBEFW | Spantenwagen Typ T 212 | ex Triebwagen-Beiwagen                                        | 1925 (Umbau 1961) | Simmeringer Maschinen- und Waggonbaufabrik AG, Umbau: ÖBB Werkstätte Feldkirch (AT)     |      |
| BT 7139.32      | 75 80 2329 404-7 D-EBEFW | Spantenwagen Typ T 212 | ex Triebwagen-Beiwagen                                        | 1925 (Umbau 1961) | Simmeringer Maschinen- und Waggonbaufabrik AG, Umbau: ÖBB Werkstätte Feldkirch (AT)     |      |
| Ciu 83 224 Ffm  | 75 80 2429 146-3 D-EBEFW | Ciu 21                 | als Thekenwagen ausgebaut                                     | 1928              | Maschinenfabrik Esslingen                                                               |      |
| Ci 39 085       | 75 80 2329 401-3 D-EBEFW | Spantenwagen Typ T 212 | als Theaterwagen ausgebaut                                    | 1917 (Umbau 1959) | Nesselsdorfer Wagenbau-Fabriks-Gesellschaft, Umbau: ÖBB Hauptwerkstätte St. Pölten (AT) |      |
| BCi 27 291      |                          | BCi 29                 | Privateigentum, reiner Sitzwagen, Brandschaden in Wi-Dotzheim | 1929              | Linke-Hofmann-Busch                                                                     |      |
| Pwi 114 743 Mz  |                          | Pwi 30                 | Privateigentum, ehem. Thekenwagen der EFW                     | 1930              | Dessauer Waggonfabrik                                                                   |      |

### Güterwagen
Die Güterwagen dienen in erster Linie der Streckenunterhaltung bzw. als Lagerplatz in Bad Nauheim Nord.
| Bezeichnung          | UIC-Nummer                  | Typ                     | Bemerkung | Baujahr | Hersteller                                 | Zugang                                          | Bild |
| -------------------- | --------------------------- | ----------------------- | --- | ------- | ------------------------------------------ | ----------------------------------------------- | ---- |
| BDW Berlin 700 501   | –                           | G10                     | umgebaut, mit Schlaf-, Aufenthalts- und Speiseraum (1961) | ?       | ?                                          | 1978, nach Ausmusterung durch DB                |      |
| 520 208 P 1854       | _                           | Ghv 93                  | Privateigentum, ehemals Wagen Gattung Zz 1-00208 der CSD, 1925 an AČR, 1939 an BMB 1942 durch DR baulich „germanisiert“, 1948 zur VoWi, 1954 als Gleisbauwagen zur DB            | 1921    | Vítkovické železárny                       | 1978, nach Ausmusterung durch DB                |      |
| X 34 253             | –                           | Om Ludwigshafen (Om 19) | bereits durch RWE zum Rollwagen zurückgebaut, ex RWE 1 | 1941    | Ateliers Métallurgiques de Nivelles (B)    | nach Schließung des Kraftwerks Dettingen        |      |
| X 34 254             | –                           | Om Ludwigshafen (Om 19) | bereits durch RWE zum Rollwagen zurückgebaut, ex RWE 2 | 1941    | Ateliers Métallurgiques de Nivelles (B)    | nach Schließung des Kraftwerks Dettingen        |      |
| KWD 102              | –                           | G02                     | ehemals Bauzugwagen, mit entsprechender Ausrüstung | ab 1895 | ?                                          | Siegener Kreisbahn                              |      |
| DB 133 930           | –                           | G10                     | Gleisbaulager | ?       | ?                                          | nach Ausmusterung durch DB Gleislager Karlsruhe |      |
| –                    | 00 80 123 8 369-4 RIV-EUROP | Gs 213                  | Gleisbaulager | ?       | ?                                          | nach Ausmusterung durch DB als Bahnhofswagen    |      |
| DB 194 924           | –                           | Gbs 254                 | Gleisbaulager | 1961    | Deutsche Industrie Werke AG Berlin-Spandau | nach Ausmusterung durch DB als Bahnhofswagen    |      |
| DRG 520 088 Augsburg | _                           | 12 m3 Petroleumwagen    | ehemals Wagen 52134 der K.Bay.Sts.B. „4“ MAN Werk Augsburg (Verwendung als mobile Tankstelle für Motorversuche), bei EFW Verwendung als mobile Wasserversorgung für die Dampflok | 1905    | MAN                                        | 2018 als Dauerleihgabe der Brohltalbahn         |      |

### Bahndienstfahrzeuge und Draisinen
Für die umfangreichen Gleisbauarbeiten an der vereinseigenen Museumsstrecke stehen dem Verein mehrere Bahndienstfahrzeuge und Draisinen zur Verfügung. Es handelt sich dabei hauptsächlich um ehemalige Fahrzeuge der Österreichischen Bundesbahnen (ÖBB) oder der Deutschen Reichsbahn.
Zwei Draisinen vom Typ Klv 11/12 (Klv 11-4165 und 12-4528) im Eigentum der DDS stehen für gemietete Sonderfahrten sowie am Tag der offenen Tür zur Verfügung. Darüber hinaus existieren mehrere Anhänger für Kleinfahrzeuge aus Beständen der DR, ÖBB oder als Umbau aus alten Skl, sowie ein Schotterwagen und ein Schotterpflug. Weitere in Bad Nauheim Nord abgestellte Kleinfahrzeuge sind ebenfalls Eigentum der DDS oder dienen als Ersatzteilspender.
Im Folgenden sind langfristig aktiv im Einsatz stehende Fahrzeuge gelistet:
| Bezeichnung       | Typ                        | Baujahr | Hersteller                 | Zugang                                                               | Bild |
| ----------------- | -------------------------- | ------- | -------------------------- | -------------------------------------------------------------------- | ---- |
| X626 106          | Motorbahnwagen Reihe X626  |         | Werke Wörth (AT)           | 2008 nach Ausmusterung durch ÖBB                                     |      |
| X626 117          | Motorbahnwagen Reihe X626  |         | Werke Wörth (AT)           | 2007 nach Ausmusterung durch ÖBB                                     |      |
| X626 134          | Motorbahnwagen Reihe X626  |         | Werke Wörth (AT)           | 2008 nach Ausmusterung durch ÖBB                                     |      |
| X626 228          | Motorbahnwagen Reihe X626  |         | Werke Wörth (AT)           | 2013 nach Ausmusterung durch ÖBB                                     |      |
| X626 160          | Motorbahnwagen Reihe X626  |         | Werke Wörth (AT)           | 2007 nach Ausmusterung durch ÖBB                                     |      |
| Skl 25.1.4248     | DR-Baureihe SKL 25         | 1988    | DR-Werk für GB Brandenburg | nach Ausmusterung durch DB                                           |      |
| Skl 25.0.4320     | DR-Baureihe SKL 25         | 1991    | DR-Werk für GB Brandenburg | nach Ausmusterung durch DB BM Erfurt 1998                            |      |
| 97.43.11.506 20-4 | Weichenstopfmaschine WE 75 | 1963    | Plasser & Theurer (AT)     | nach Ausmusterung durch Gleisbaufirma Faber & Schnepp 1993           |      |
| 97.46.04.002 10-1 | Gleisrichtmaschine AL 205  | 1967    | Plasser & Theurer (AT)     | nach Ausmusterung durch Kahlgrund-Verkehrsgesellschaft Schöllkrippen |      |

## Ehemalige / ausgesonderte Fahrzeuge
| Bezeichnung       | Typ                                                     | Baujahr | Hersteller                 | Zugang                     | Verbleib                                            | Bild |
| ----------------- | ------------------------------------------------------- | ------- | -------------------------- | -------------------------- | --------------------------------------------------- | ---- |
| MaK 650 D         | (Fabriknummer 600414)                                   |         |                            |                            | 2015 ohne Aufarbeitung verkauft                     |      |
| V 60 D            | (Fabriknummer 15613)                                    |         |                            |                            | 2022 verkauft an die Eisenbahnverkehr Wetterau GmbH |      |
| MaK 450 C         | (Fabriknummer 400056)                                   |         |                            |                            | Herbst 2018 verschrottet                            |      |
| ML 500 C (Minna)  | Güterzüge                                               | 1964    | Krauss-Maffei              | Zugang 2017                | 2024 verkauft an die Neurasa Ltd.                   |      |
| Skl 25.1.5009     | DR-Baureihe SKL 25                                      | 1994    | DR-Werk für GB Brandenburg | nach Ausmusterung durch DB |                                                     |      |
| 97.20.11.107 20-8 | Schwellenwechselmaschine SWM 71 mit Schwellenwechselarm |         | MTH Vrútky s.r.o. (SK)     | nach Ausmusterung durch DB |                                                     |      |
|                   | Schwellenwechselmaschine SWM 71 mit Verladeeinrichtung  |         | MTH Vrútky s.r.o. (SK)     | nach Ausmusterung durch DR |                                                     |      |

### Geschichte der Fahrzeuge
Lok Nr. 3I war eine MaK 650 D (Fabriknummer 600414), die jedoch wegen des zu großen Aufwands nicht aufgearbeitet und 2015 wieder verkauft wurde.
Lok Nr. 3II ist eine V 60 D  (Fabriknummer 15613), sie wurde 2022 an die Eisenbahnverkehr Wetterau GmbH verkauft.
Lok Nr. 5 war eine MaK 450 C (Fabriknummer 400056) und kam ein Jahr nach ihrer Schwestermaschine (Fabriknummer 400055) 2007 nach Bad Nauheim, wo sie betriebsfähig aufgearbeitet wurde. Im darauffolgenden Jahr erlitt sie während eines Holzzugdiensts einen Bruch der Blindwelle, dem ein älterer Riss vorausgegangen war. Während der darauf folgenden Zeit der Abstellung platzte zudem der Motorblock durch Eisbildung im Kühlwasser auf. Eine Rekonstruktion mit Bauteilen der Schwestermaschine wäre möglich gewesen, wurde aber nicht mehr verfolgt. Im Herbst 2018 wurden beide Loks zunächst zum Verkauf ausgeschrieben, dann aber mangels Nachfrage verschrottet.
Lok Nr. 7 ist eine Krauss-Maffei ML 500 C (Nr. 19082), sie wurde 2024 von der Neurasa Ltd. übernommen.

## Trivia

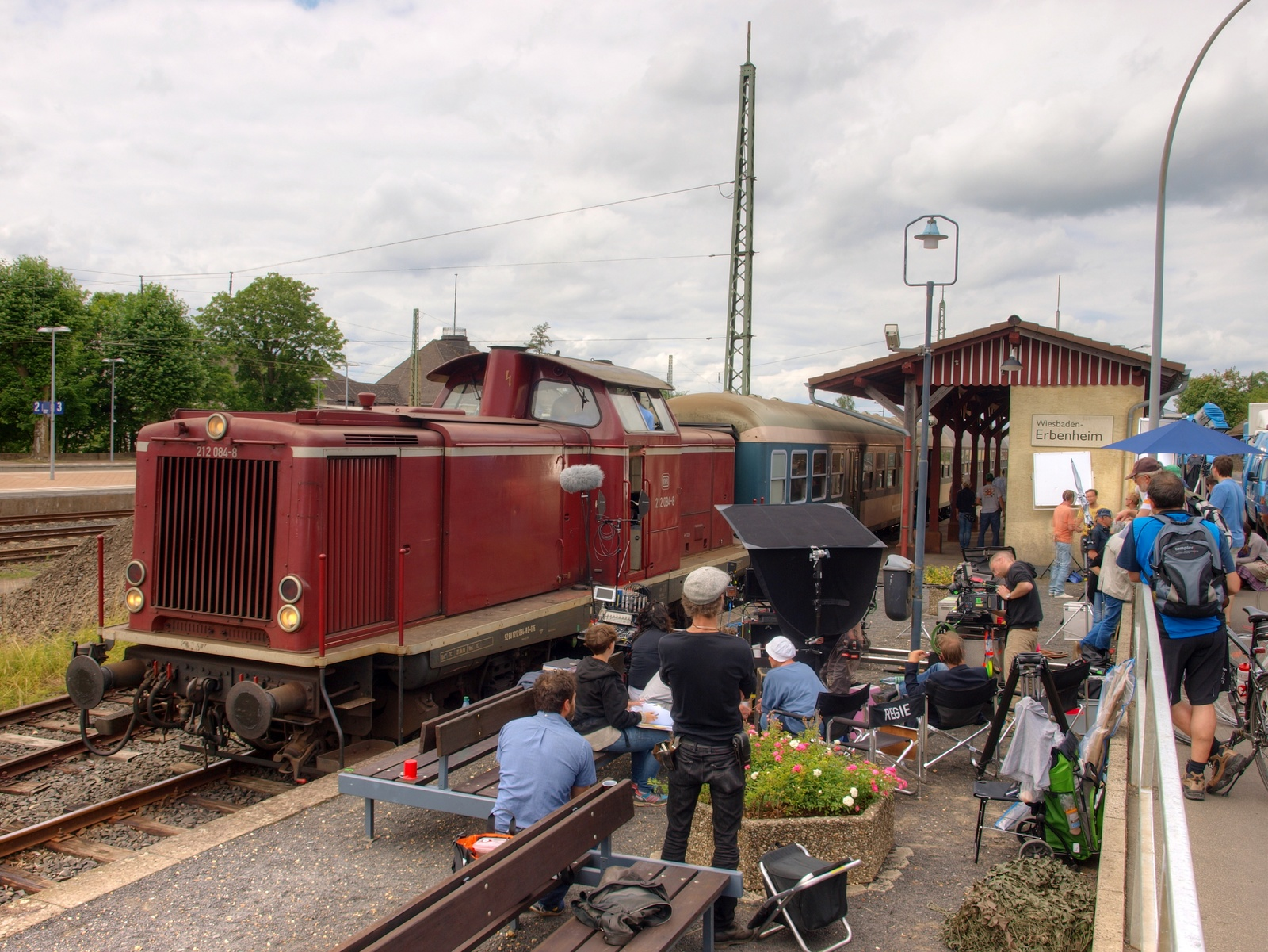
Dreharbeiten zum Tatort

Im Juni 2013 wurde im Bahnhof Bad Nauheim Nord eine Schlüsselszene des Tatort: Im Schmerz geboren gedreht. Neben dem Zug, der von anderen Vereinen stammte, dienten Bahnsteig und Empfangsgebäude als Hauptkulisse. Weitere auf der Strecke gedrehte Szenen wurden für den fertigen Film nicht verwendet. In Münzenberg wurde 2019 für die Produktion Heute stirbt hier Kainer gedreht, im Oktober 2021 stand wieder der Bahnhof Bad Nauheim Nord Kulisse für eine Verfilmung des Romans Was man von hier aus sehen kann (beide jeweils mit Uerdinger Schienenbussen der Oberhessischen Eisenbahnfreunde).